# Anka (fabeldier)
Anka is een fabelras. Het zou een Arabische vogel van enorme afmetingen zijn; met vleugels met een spanwijdte van vijf olifanten naast elkaar. Dit wezen zou 1700 jaar oud kunnen worden, en volgens sommigen in de arctische gebieden leven. De Anka wordt vaak geassocieerd met de Roc.
Volgens sommige bronnen is de Anka een feniks; na de 1700 jaar van zijn leven verbrandt hij zichzelf en herrijst weer uit het as. Volgens de Arabieren was het een creatie van God, eerst de perfecte vogel, maar later een vloek vanwege zijn grote eetlust. Uiteindelijk voorkwam God dat zij zich verder voortplantten, en de soort stierf uit.
Een vroege Arabische schrijver, Kazweenee, noemde het de grootste van de vogels: "Het draagt een olifant zoals een kat een muis draagt. Deze vogel at alle vogels van de Demaj-berg op. Op een dag was hij hongerig en de vogels waren schaars geworden, dus stortte hij zich op een kind en droeg het weg."